# Е вива Монтенегро!
Е вива Монтенегро! (итал. E viva Montenegro!) у пријеводу Живјела Црна Гора је политички поклич који је 1990-их симболизовао политичку борбу за независну Црну Гору. Данас га користе црногорски националисти.
Оригинално се Е вива Монтенегро! изговарало Е вива веро Монтенегро! (у пријеводу Живјела права/истинска Црна Гора) и користили су га, у разним приликама, Црногорци окупљени у касарнама по Италији након Божићне побуне.
Овај поклич је поново промовисан почетком 1990-их на скуповима које је организовао Либерални савез Црне Горе и Славко Перовић. ЛСЦГ је у то вријеме била главна странка која се залагала за независност Црне Горе од Савезне Републике Југославије. Он се скандирао скупа с подигнута два прста у облику латиничног слова L (палац и кажипрст) који је означавао припадност ЛСЦГ-у (либерали). Данасу су ово доминантно симболи Либералне партије.
Током кампање за референдум о независности Црне Горе, овај поклич је био главни мото сепаратистичког блока који је на крају побиједио. Поклич се узвикује и поводом протеста присталица неканонске Црногорске православне цркве који сматрају да им је Српска православна црква узела манастире у Црној Гори.
Сада се овај поклич скандира такође током натјецања спортских репрезантација Црне Горе, као и на скуповима и протестима црногорских суверениста.